# 장시 농업 대학교
 장시 농업 대학교（江西農業大學, Jiangxi Agricultural University）는 농업을 강점으로 하고, 생명공학을 특색으로 하며, 다학제 간의 조화로운 발전을 이루는 특색 있는 고급 농업 대학이다.

## 역사
- 1905년: 장시실업학교(江西實業學堂)로 설립. 장시성에서 가장 이른 농업 교육 기관으로 평가됨.
- 1908년: 장시고등농업학교(江西高等農業學校)로 개칭.
- 1940년: 국립중정대학(國立中正大學) 농과대학 설립으로 정규 학부 교육 시작. 초대 학장은 식물학자 후셴쑤(胡先驌).
- 1949년: 남창대학(南昌大學) 농과대학으로 개칭.
- 1952년: 남창대학, 성립 수의학교, 허난・후난・광시 지역 관련 기관의 농학 및 수의학 계열을 통합하여 장시농업학원(江西農業學院) 설립.
- 1958년: 장시공산주의노동대학 총교(江西共産主義勞動大學總校) 설립.
- 1968년: 장시공산주의노동대학(江西共産主義勞動大學)으로 개칭.
- 1969년: 장시공산주의노동대학과 통합됨.
- 1980년 11월: 장시농업대학교(江西農業大學)로 개칭됨.